# الجاروبه - الدجينة (تبن)

تعديل مصدري - تعديل

الجاروبه - الدجينة هي إحدى قرى عزلة الحوطة بمديرية تبن التابعة لمحافظة لحج، بلغ تعداد سكانها 112 نسمة حسب تعداد اليمن لعام 2004.